# Rio Lajeado Grande (Chopim)
Der Rio Lajeado Grande ist ein etwa 36 km langer linker Nebenfluss des Rio Chopim im Süden des brasilianischen Bundesstaats Paraná.

## Etymologie
Lajeado ist der portugiesische Begriff für Steinplatten oder Pflastersteine. Der Name Rio Lajeado Grande bedeutet also Großer Plattenfluss. 

## Geografie

### Lage
Das Einzugsgebiet des Rio Lajeado Grande befindet sich auf dem Terceiro Planalto Paranaense (Dritte oder Guarapuava-Hochebene von Paraná).

### Verlauf
Sein Quellgebiet liegt im Munizip Verê auf 623 m Meereshöhe etwa 15 km südwestlich des Hauptorts etwa 3 km südlich des Weilers Sede Progresso.
Der Fluss verläuft in nördlicher Richtung. Ab der linksseitigen Einmündung des Rio Vista Alegre bildet er die Grenze zum Munizip Dois Vizinhos. Er mündet auf 398 m Höhe von links in den Rio Chopim. Er ist etwa 36 km lang.

### Munizipien im Einzugsgebiet
Am Rio Lajeado Grande liegen die zwei Munizipien Verê und Dois Vizinhos.